# 表彰歴章
表彰歴章 (ひょうしょうれきしょう) とは、表彰歴に応じ、佩用することができる略綬式の記章のことをいう。略称は歴章。類似するものに、自衛官を対象とする防衛記念章並びに海上保安官表彰記念章がある。

## 概要
主に表彰歴章を制定している例としては、東京都特別区消防団員に対する表彰歴章がある。当該歴章は、社団法人東京都消防協会が制定したものであり、東京消防庁管内の消防団のうち、23区の消防団員がその対象である。表彰機関から授与される表彰記章と異なり、以下の一覧に該当する被表彰者が自己負担にて購入し、制服着用時に佩用することができる。なお、佩用自体は佩用可能な団員の任意であり強制ではない。
ちなみに、類似した防衛記念章も被表彰者の購入によるものであるが、海上保安官表彰記念章については、海上保安庁からの貸与品であり、退官時には返却を要する。
特別区消防団員に対する表彰歴章はベースに装着し、歴章をつけたベースを制服の右胸(胸ポケットの上)に装着することで佩用し、佩用する表彰歴章の数によってベースの大きさが異なる。そのため、佩用する歴章が増えた場合、別途購入を要する。
表彰歴章を佩用した場合、表彰記章の佩用は二つまで佩用することができる。歴章を佩用しないものについては特に制限の定めはない。
また、東京都特別区消防団員に対する表彰歴章及びベースは、財団法人東京消防協会が運営する東京消防庁内売店及び同庁の消防学校売店にて購入することができる。
なお、消防団員に対する表彰としては、功労や勤続年数により授与される表彰(消防庁長官表彰)とは別途、ポンプ操法大会や意見発表会その他の競技種目の成績により授与される賞等があるが(消防庁長官賞)、表彰と賞は区別されるので注意を要する。以下の表彰歴章は定例表彰にて授与された表彰が対象である。

## 特別区消防団員の表彰歴章の一覧

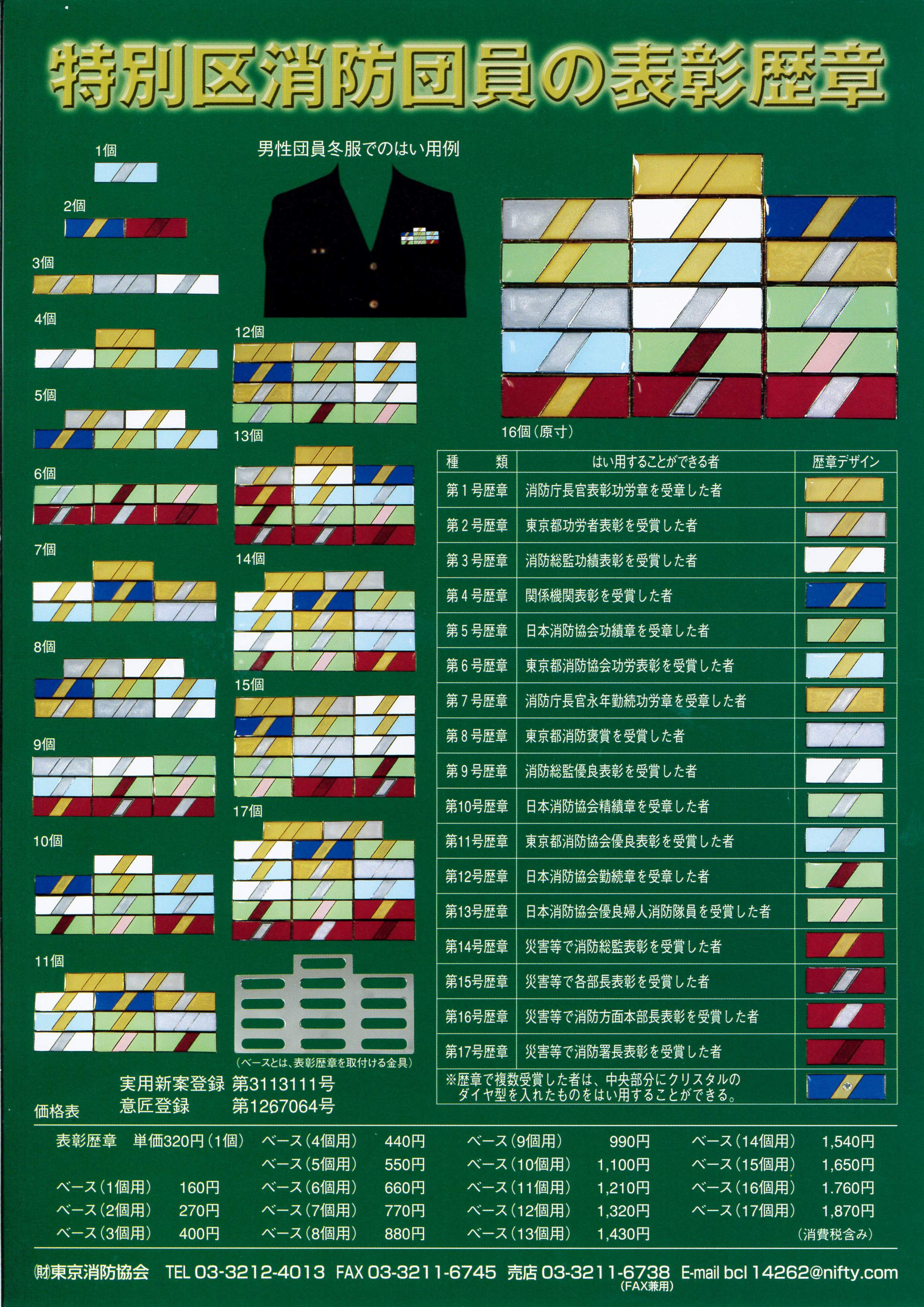
財団法人東京消防協会が制定した特別区消防団員表彰歴章の一覧。

- 第1号歴章　　　消防庁長官表彰功労章を受章した者
- 第2号歴章　　　東京都功労者表彰を受賞した者
- 第3号歴章　　　消防総監功績表彰を受賞した者※
- 第4号歴章　　　関係機関表彰を受賞した者(例：市町村長、特別区長表彰など) ※
- 第5号歴章　　　日本消防協会功績章を受章した者
- 第6号歴章　　　東京都消防協会功労表彰を受賞した者
- 第7号歴章　　　消防庁長官表彰永年勤続功労章を受章した者
- 第8号歴章　　　東京都消防褒賞を受賞した者
- 第9号歴章　　　消防総監優良表彰を受賞した者※
- 第10号歴章　　 日本消防協会精績章を受章した者
- 第11号歴章　　 東京都消防協会優良表彰を受賞した者※
- 第12号歴章　　 日本消防協会勤続章を受章した者※
- 第13号歴章　　 日本消防協会優良婦人消防隊員を受賞した者※
- 第14号歴章　　 災害等で消防総監表彰を受賞した者※
- 第15号歴章　　 災害等で東京消防庁各部長表彰を受賞した者※
- 第16号歴章　　 災害等で東京消防庁消防方面本部長表彰を受賞した者※
- 第17号歴章　　 災害等で消防署長表彰を受賞した者※

上記一覧において末尾に※の印のあるもの(第4号・第9号・第11号・第12号・第14号・第15号・第16号・第17号の各表彰記念章)については、該当表彰を複数回受彰した場合、クリスタルのダイヤ型を入れたものを佩用することができる。